# Reiner Klingholz

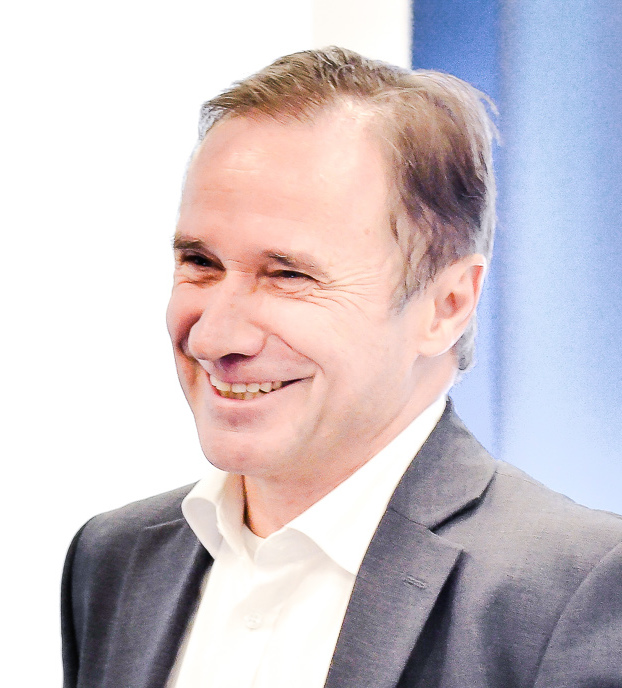
Reiner Klingholz, 2014

Reiner Klingholz (* 9. Oktober 1953 in Ludwigshafen am Rhein) ist ein deutscher Chemiker, Journalist und Bevölkerungsforscher.

## Tätigkeit als Wissenschaftler und Journalist
Nach einem Studium der Chemie und einer Tätigkeit als wissenschaftlicher Assistent an der Universität Hamburg promovierte Klingholz über makromolekulare DNS-Strukturen. Von 1984 bis 1989 war er als Wissenschaftsredakteur bei der ZEIT tätig und von 1990 bis 2000 Redakteur bei GEO sowie Leiter der Redaktion von GEO WISSEN. 2013 war er Fellow am Stellenbosch Institute for Advanced Study (STIAS) in Südafrika.

## Tätigkeit als Autor
Klingholz veröffentlichte Bücher wie Wir Klimamacher über den anthropogenen Klimawandel und Wahnsinn Wachstum über globale demografische Entwicklungen. 
In seinem 2014 erschienenen Buch Sklaven des Wachstums legt er dar, welche Entwicklungen die Menschheit aus der Wachstumsgesellschaft heraus- und in eine Gesellschaft des Postwachstums hineinführen könnten. Zunächst würden die Entwicklungs- und Schwellenländer ihre wirtschaftliche Entwicklung nachholen, wodurch sich der globale Ressourcenverbrauch weiter erhöhen werde. Kurzfristig könnten sie eine demografische Dividende realisieren; mittel- und langfristig werde sich jedoch auch dort aufgrund der sozioökonomischen Entwicklung und einer höheren Bildung, vor allem von Frauen, das derzeitige Bevölkerungswachstum in sein Gegenteil verkehren (demografisch-ökonomisches Paradoxon). Er hebt hervor, dass dieser Trend zu geringeren Geburtenzahlen erfahrungsgemäß selbst dann vorhält, wenn der Lebensstandard wieder sinkt. Langfristig würde sich dadurch ein neues Gleichgewicht einstellen, und zwar bei einer weit geringeren Weltbevölkerung. Bis dahin seien schwerwiegende Krisen zu erwarten, die wiederum erst den Weg bereiten würden für ein Umdenken und für wirksame gesetzliche Regularien. Die Umweltbewegung sei gescheitert: Sie habe den anthropogenen Klimawandel und den Artenschwund nicht verhindert und könne dies auch nicht, da ihre Appelle wirtschaftlichen Interessen entgegenstünden und da zudem aufgrund des Rebound-Effekts technologisch bedingte Effizienzgewinne meist durch Mehrkonsum aufgezehrt würden. Klingholz ist auch Alleinautor oder Coautor zahlreicher Veröffentlichungen zur Bevölkerungsforschung und zum Strukturwandel in Stadt und Land.

## Leitung des Berlin-Instituts
Von 2003 bis 2019 leitete Klingholz das Berlin-Institut für Bevölkerung und Entwicklung; im September 2009 wurde er Vorstand der ‚Stiftung Berlin-Institut für Bevölkerung und Entwicklung‘.

## Mitgliedschaften
Von 2005 bis 2007 war Klingholz Mitglied der Enquête-Kommission Demographischer Wandel des Landes Niedersachsen.
Seit Dezember 2012 ist er Mitglied des Kuratoriums der IBA Thüringen.
Seit 2014 ist er Mitglied im Beirat des Zukunftszentrums Holzminden/Höxter.

## Auszeichnungen
Klingholz gewann unter anderem zweimal den Journalistenpreis Entwicklungspolitik des Bundespräsidenten sowie den Buchpreis der Deutschen Umweltstiftung.

## Privates
Klingholz ist verheiratet, hat zwei Kinder und lebt in Potsdam.

## Veröffentlichungen
- Supranucleosomale Struktur von Chromatin. Analyse und Rekonstitution. Dissertation. Hamburg 1983
- (Hrsg.): Die Welt nach Mass. Gentechnik – Geschichte, Chancen und Risiken. Westermann, Braunschweig 1988, ISBN 3-07-509097-2; Rowohlt, Reinbek 1990, ISBN 3-499-18746-9
- Marathon im All. Die einzigartige Reise des Raumschiffes Voyager 2. Westermann, Braunschweig 1989, ISBN 3-07-509233-9; Ullstein, Frankfurt/Berlin 1992, ISBN 3-548-34870-X
- mit Hartmut Graßl: Wir Klimamacher. Auswege aus dem globalen Treibhaus. S. Fischer, Frankfurt 1990, ISBN 3-10-028605-7
- Wahnsinn Wachstum. Wieviel Mensch erträgt die Erde? Gruner und Jahr, Hamburg 1994, ISBN 3-570-19026-9
- mit Steffen Kröhnert & Franziska Medicus: Die demografische Lage der Nation. Wie zukunftsfähig sind Deutschlands Regionen? dtv, München 2006, ISBN 978-3-423-34296-4
- mit Steffen Kröhnert: Not am Mann. Von Helden der Arbeit zur neuen Unterschicht? Lebenslagen junger Erwachsener in wirtschaftlichen Abstiegsregionen der neuen Bundesländer. Berlin-Institut für Bevölkerung und Entwicklung, Berlin 2007, ISBN 978-3-00-021678-7 (PDF)
- mit Steffen Kröhnert & Iris Hoßmann: Die demografische Zukunft von Europa. Wie sich die Regionen verändern. dtv, München 2008, ISBN 978-3-423-34509-5
- mit Stephan Sievert & Sergei Sacharow: Die schrumpfende Weltmacht. Die demografische Zukunft Russlands und der post-sowjetischen Staaten. Berlin-Institut für Bevölkerung und Entwicklung, Berlin 2011, ISBN 978-3-9812473-6-7 (PDF)
- mit Sabine Sütterlin & Iris Hoßmann: Demenz-Report. Wie sich die Regionen in Deutschland, Österreich und der Schweiz auf die Alterung der Gesellschaft vorbereiten können. Berlin-Institut für Bevölkerung und Entwicklung, Berlin 2011, ISBN 978-3-9812473-4-3 (PDF)
- mit Stephan Sievert & Manuel Slupina: Nach Punkten vorn. Was Deutschland von der Zuwanderungs- und Integrationspolitik Kanadas lernen kann. Berlin-Institut für Bevölkerung und Entwicklung, Berlin 2012, ISBN 978-3-9814679-5-6 (PDF)
- mit Klaus Töpfer: Das Trilemma des Wachstums. Bevölkerungswachstum, Energieverbrauch und Klimawandel – drei Probleme, keine Lösung? Berlin-Institut für Bevölkerung und Entwicklung, Berlin 2012, ISBN 978-3-9814679-3-2
- Demographiepolitik ohne Konzept: Jedes Alter zahlt. In: Frankfurter Allgemeine Zeitung. 25. April 2012
- mit Eva Kuhn: Vielfalt statt Gleichwertigkeit. Was Bevölkerungsrückgang für die Versorgung ländlicher Regionen bedeutet. Berlin-Institut für Bevölkerung und Entwicklung, Berlin 2013, ISBN 978-3-9814679-6-3 (PDF)
- Sklaven des Wachstums. Die Geschichte einer Befreiung. Campus Verlag, Frankfurt/New York 2014, ISBN 978-3-593-39798-6
  - Zukunftsprognose – „Endloses Wachstum auf einem begrenzten Planeten ist nicht möglich“, Interview mit Katrin Heise in Deutschlandradio Kultur, 19. Februar 2014
  - Zukunft: “Nachhaltiges Wachstum ist eine Illusion”, Interview mit Ines Possemeyer & Hanne Tügel in Geo, Nr. 3/2014 (Auszug)
  - Rezension von Jos Schnurer in socialnet, 25. März 2014
  - Das neue Paradies, Rezension von Daniel Dettling in The European, 13. Mai 2014
- Demografische Entwicklung: Absage an den Untergang. In: Die Zeit. Nr. 7, 13. Februar 2014
- mit Manuel Slupina & Sabine Sütterlin: Von Hürden und Helden. Wie sich das Leben auf dem Land neu erfinden lässt. Berlin-Institut für Bevölkerung und Entwicklung, Berlin 2015, ISBN  978-3-9816212-4-2 (PDF)
- mit Wolfgang Lutz: Wer überlebt? Bildung entscheidet über die Zukunft der Menschheit. Campus Verlag, Frankfurt/New York 2016, ISBN 978-3593505107.
- Zu viel für diese Welt: Wege aus der doppelten Überbevölkerung. Edition Körber, Hamburg 2021, ISBN 3-89684-286-2.